# تران ثانه تونغ
تران ثانه تونغ  (Trần Thánh Tông) (ولد في 1240م وتوفي في 1290م)، ويحمل اسم أول تران هوانغ (Trần Hoảng) (陳晃)، كان ثاني إمبراطور يتولى أسرة تران (Trần Dynasty) التي تولت حكم داي فيت (Đại Việt) منذ عام 1258م وحتى 1278م. وبعد تنازله عن العرش لابنه تران نهان تونغ (Trần Nhân Tông)، حمل ثانه تونغ (Thánh Tông) لقب ثاي ثونج هوانج (Thái thượng hoàng) منذ عام 1279م وحتى 1290م. وخلال غزو المغول الثاني والثالث على داي فيت، ذاع صيت الإمبراطور المتقاعد ثنه تونغ والإمبراطور نهان تونغ على أنهما القائد الأعلى الذي قاد أسرة تران إلى نصر ساحق تسبب في ترسيخ فترة طويلة من السلام والازدهارعمّت البلاد. ونتيجة لحكمه الناجح في الأمور العسكرية والمدنية، يُعد تران ثانه تونغ أحد أفضل الأباطرة العظماء ليس فقط خلال أسرة التران ولكن أيضًا في عهد الأسر الحاكمة على الإطلاق في تاريخ فيتنام.

## قائمة المصادر
- Ngô Sĩ Liên (1993), Đại Việt sử ký toàn thư (بالفيتنامية) (Nội các quan bản ed.), Hanoi: Social Science Publishing House
- National Bureau for Historical Record (1998), Khâm định Việt sử Thông giám cương mục (بالفيتنامية), Hanoi: Education Publishing House
- Trần Trọng Kim (1971), Việt Nam sử lược (بالفيتنامية), Saigon: Center for School Materials
- Chapuis، Oscar (1995)، A history of Vietnam: from Hong Bang to Tu Duc، Greenwood Publishing Group، ISBN:0-313-29622-7، مؤرشف من الأصل في 2023-05-27